# Sibilla von Bondorf
Sibilla von Bondorf (* um 1450; † 1524 in Straßburg oder Freiburg im Breisgau), auch Sibylla von Bondorf oder in Quelltexten Sibilla von Bondorff, war eine Buchmalerin, Schreiberin, Kopistin und Nonne im Klarissenorden.

## Leben

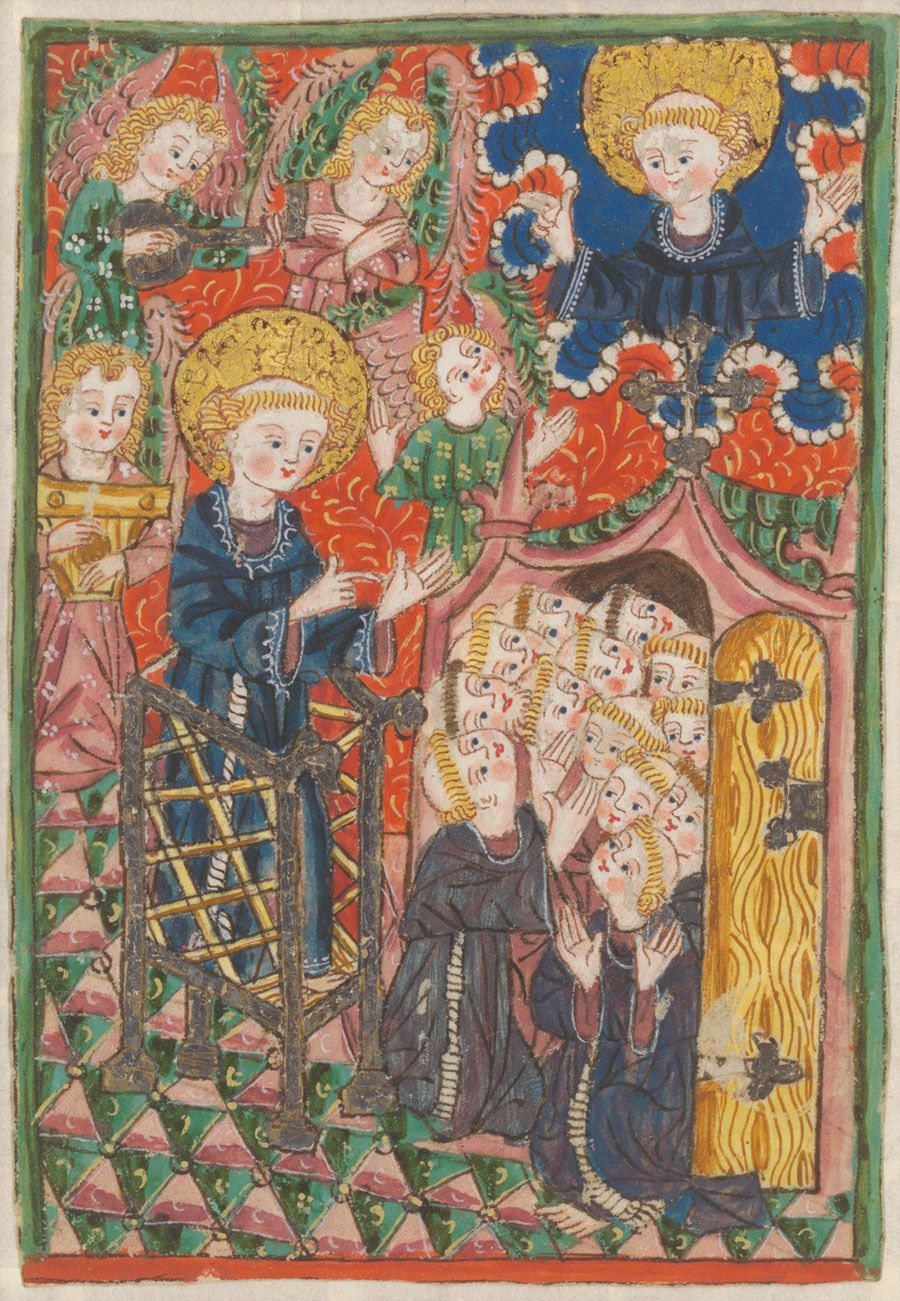
Miniatur aus der Vita des Heiligen Franziskus (um 1460/85, ca. 15 ×10 cm), Staatliche Graphische Sammlung München

Sibilla gehörte der weit verstreuten, niederadeligen Familie von Bondorf an. Sie könnte mit dem Franziskanerprediger Konrad von Bondorf († 1510) aus dem Franziskanerkloster Villingen verwandt sein.
Sibilla von Bondorf wuchs vermutlich im Freiburger Kloster St. Klara auf, das in den Jahrzehnten zuvor unter Magdalena Beutlerin reformiert worden war. In diesem Kloster wurde Sibilla erstmals als Buchmalerin tätig. Es ist anzunehmen, dass sie vor Ort ihre Ausbildung erhielt und für ihre eigenen Bildschöpfungen auf die lokale Buchmalerei zurückgriff.
Bis 1483 ist sie in Freiburg nachweisbar. In diesem Jahr zog sie in die Straßburger Niederlassung St. Klara auf dem Wörth, das der Straßburger Rat durch Nonnen von außerhalb neu zu besiedeln suchte. Hier schuf sie um 1490 mit Äbtissin Magdalena Steimerin (amt. 1484/85–1499) ein Buch über Klara von Assisi, das neben einer Vita auch Briefe und Mirakel enthält. 1524 wird sie in Straßburg noch in einem Pachtvertrag erwähnt. Entweder starb sie dort oder sie zog kurz vor ihrem Tod wieder zurück nach Freiburg, was von einigen Forschern aufgrund einer erst in Straßburg hergestellten Handschrift angenommen wird, die einen Besitzvermerk der Freiburger Niederlassung trägt.

## Wirken
Sibilla von Bondorf illuminierte vornehmlich Andachtsbücher, Musikhandschriften und alemannische Heiligenlegenden, etwa die der prominenten Ordensheiligen Franziskus von Assisi nach Bonaventura und Klara von Assisi nach Thomas von Celano. Sie stattete auch eine Ordensregel des Bickenklosters in Villingen und Gesangbücher weiterer Freiburger Klöster malerisch aus.
Sibilla selbst ist gelegentlich als Nonne ins Bild gebracht. In der Klarissenregel aus Villingen (London, British Library, Add. MS 15686) gibt sie auf fol. 1r Auskunft über ihre Tätigkeit: „hec pictura e(st) a sorore sibilla de bondorff orate deu(m) pro ea“. 
Oft sind neben Sibilla auch die Schreiberinnen namentlich bekannt, so etwa ihre Freiburger Schwester Elisabeth Vogtin, die um 1481 die Vita der heiligen Elisabeth von Thüringen nach der mittellateinischen Vorlage des Erfurter Dominikaners Dietrich von Apolda in die deutsche Regionalsprache übersetzte, Elsbeth Töpplin aus dem Freiburger Dominikanerinnenkloster St. Agnes oder Agnes von Mülheim, Priorissa des Straßburger Dominikanerinnenkonvents St. Margarete und St. Agnes († 1521), die den Text der Bamberger Handschrift abfasste.

## Werke
- Winterteil eines Antiphonales, vor 1476 (Freiburg, Adelhausenstiftung, MS A1212)[9][10]
- Vita des heiligen Franziskus von Assisi, um 1478 (London, British Library, Add. MS 15710)[11][12]
- Neun Miniaturen aus einer Vita des heiligen Franziskus von Assisi, um 1478 (München, Staatliche Graphische Sammlung, Inv. Nr. 39837–39845)[13][14]
- Klarissenregel aus dem Bickenkloster in Villingen, um 1480/85 (London, British Library, Add. MS 15686)[15][16]
- Vita der heiligen Elisabeth von Thüringen, um 1481 (Leipzig, Deutsches Buch- und Schriftmuseum, Klemm Sammlung Nr. I, 104)[17][18][19][20][21]
- Sommerteil eines Antiphonales, vor 1485 (Freiburg, Augustinermuseum, Inv. Nr. 11731)[22][10]
- Sequentiar, vor 1485 (Freiburg, Universitätsbibliothek, MS 1131)[23]
- Lektionar und Vita der heiligen Margarethe, nach 1485 (Bamberg, Staatsbibliothek, Msc. Lit. 119)[24][25]
- Buch über Klara von Assisi, um 1490/02 (Karlsruhe, Badische Landesbibliothek, Cod. Thennenbach 4)[26][27][28]
- Eingeklebte Vorzeichnung der Vision des Johannes auf Patmos, um 1489/99 (Berlin, Staatsbibliothek, MS germ. fol. 88, fol. 190r)[29][30]
- Eingeklebte Miniatur der Vision des Johannes auf Patmos, vor 1524 (München, Staatliche Graphische Sammlung, Inv. Nr. 38510)
- Martyrium des heiligen Erasmus, vor 1524 (München, Staatliche Graphische Sammlung, Leihgabe der Universitätsbibliothek)[25]
- Eingeklebte Miniatur der heiligen Barbara in einem Breviar, vor 1524 (St. Gallen, Stiftsbibliothek, MS. 406, fol. 6v)[31][32][33]
- Drei eingeklebte Miniaturen in einem Gebetbuch mit 77 Meditationen, in denen Christi Name gelobt und geehrt wird, um 1525 (Freiburg, Augustinermuseum, Inv. Nr. 11738)[34][35]